# 酒井美紀
酒井 美紀（さかい みき、1978年2月21日 - ）は、日本の女優、社会科学者、会社役員。亜細亜大学経営学部卒業。東洋英和女学院大学大学院国際協力研究科修士課程修了。
静岡県静岡市葵区出身。mua production所属。

## 来歴
1991年4月から、静岡第一テレビの情報バラエティ番組『JanJanサタデー』にマスコットガール兼アシスタントとして出演する。1993年4月21日、ビクターからシングル「永遠に好きと言えない」で歌手デビューを果たす。
1995年、岩井俊二監督の映画『Love Letter』で女優デビューを果たすと、第19回日本アカデミー賞新人俳優賞を始めとした、複数の映画祭の新人賞を受賞した。
1996年、1月スタートのフジテレビ系連続ドラマ『白線流し』でヒロイン・七倉園子役を演じ、清純派女優として一躍注目を集め、第8回ザテレビジョンドラマアカデミー賞新人俳優賞を受賞。また同年4月に亜細亜大学経営学部へ入学。
1997年、主演映画『愛する』で、第10回日刊スポーツ映画大賞新人賞を受賞。
1998年には、映画『誘拐』で、第21回日本アカデミー賞優秀助演女優賞を受賞。
2000年3月、亜細亜大学経営学部を卒業。
2004年、兼ねてからの希望であった、米国・ニューヨークにて約1年半に及ぶ長期留学を経験する。英語、演劇を学ぶ傍らで参加したボランティア活動をきっかけに、福祉活動にも関心を持つ様になる。
2007年からは、途上国の子供たちを支援する国際NGO・特定非営利活動法人ワールド・ビジョン・ジャパンの親善大使を務めている。
2008年10月19日に4歳年上の大学病院勤務の医師と結婚。2009年10月に公式ブログで第1子妊娠を発表し、2010年3月18日に長男を出産した。
2019年3月1日、ワタナベエンターテインメントからmua productionへ移籍したことを報告。
2019年、女優業の傍ら、東京都内にある私立大学院へ進学した事を発表。
2020年、不二家のペコちゃん70周年アンバサダーを務めたことがきっかけとなり、2021年3月24日付で同社の社外取締役に就任した。
2023年3月18日、東洋英和女学院大学大学院の国際協力研究科修士課程を修了したことを報告した。

## 人物
- 実家は茶畑農家である[21]。
- 中学時代は片道3kmの自転車通学をしており、演劇部に所属していた。高校時代も自転車通学だった。
- 中山美穂のファンである。

## 出演

### テレビドラマ
- 東京的聖誕祭（1995年12月、フジテレビ系）
- 白線流しシリーズ（1996年 - 2005年、フジテレビ系） - 主演・七倉園子 役
  - 白線流し（1996年1月11日 - 3月21日）
  - 白線流し 〜19の春（1997年8月8日）
  - 白線流し 〜二十歳の風（1999年1月15日）
  - 白線流し 〜旅立ちの詩（2001年10月26日）
  - 白線流し 〜二十五歳（2003年9月6日）
  - 白線流し・最終章 〜夢見る頃を過ぎても（2005年10月7日）
- それが答えだ!（1997年7月2日 - 9月17日、フジテレビ系） - 安藤千恵 役
- 愛しすぎなくてよかった（1998年1月8日 - 3月19日、テレビ朝日系） - 幸田セブン 役
- 内田康夫ミステリー 信濃のコロンボ「北国街道殺人事件」（1998年5月1日、フジテレビ） - 田尻風見子 役
- 楽園への橋「青春の光と影、家族との別れ・奔放な愛に何を見た」（1998年6月29日、読売テレビ制作・日本テレビ系） - 有沢由加 役[22]
- ボーイハント（1998年7月6日 - 9月21日、フジテレビ系）- 村山由香里 役
- 新選組血風録（1998年10月 - 12月、テレビ朝日系） - お孝 役
- 舞妓さんは名探偵!（1999年4月15日 - 6月17日、テレビ朝日系） - 主演・小菊 役
- 連続テレビ小説 すずらん（1999年、NHK総合）- 松崎雪子 役 ※ゲスト出演
- 金曜時代劇 スキッと一心太助（1999年9月10日 - 2000年3月17日、NHK総合） - お絹 役
- 次郎長三国志（2000年1月2日、テレビ東京系）- おけい 役
- 大河ドラマ 葵 徳川三代（2000年1月9日 - 12月17日、NHK総合） - 徳川和子 役
- 明日を抱きしめて（2000年10月9日 - 12月11日、日本テレビ系） - 坂本千佳 役
- ラブ・レボリューション（2001年4月9日 - 6月25日、フジテレビ系） - 江川良枝 役
- 十手人（2001年4月19日 - 6月28日、テレビ朝日系） - お菊 役
- こちら第三社会部（2001年10月8日 - 12月17日、TBS系） - 山口林檎 役
- リモート 第3・4・9・10話（2002年10月26日・11月2日・12月7日・14日、日本テレビ系）- 榊直美 役
- 彼女たちの獣医学入門（2001年11月12日、NHK札幌放送局） - 主演・野本里美 役
- 松本清張没後10年特別企画 死んだ馬・殺意の接点（2002年4月22日、TBS系） - 田所亜紀 役
- HR（エイチアール）（2002年10月9日 - 2003年3月26日、フジテレビ系） - 神野美紀 役
- 最後の弁護人 第3話（2003年1月29日、日本テレビ系） - 北浦希 役
- こちらお客様相談室 クレーム1!〜だんご殺人事件〜（2005年2月4日、フジテレビ系） - 主演・唐沢汐美 役
- 火曜サスペンス劇場 六月の花嫁 化身（2005年6月21日、日本テレビ系） - 人見操 役
- 水戸黄門（TBS系、C.A.L）
  - ナショナル劇場50周年記念特別企画スペシャル（2006年3月13日） - 茜 役
  - 第43部 第1話「家族おもいの武士魂 -江戸-」（2011年7月4日） - みち 役
- 土曜ワイド劇場（テレビ朝日）
  - 山村美紗サスペンス 地獄坂の復讐殺人!（2006年9月2日） - 主演・広田由紀子 役
  - 京都殺人案内 北陸能登金剛〜和倉温泉（2006年11月18日） - 朝倉奈津子 役
  - 東京駅お忘れ物預り所 寝台特急サンライズ瀬戸～暁の殺人トリック!!（2008年10月25日） - 渡辺恵 役
  - 終着駅シリーズ 途中下車する女（2011年9月24日） - 森岡弓子 役
  - ショカツの女 殺人を的中させる占い師!（2011年11月19日） - 江藤七海 役
  - 内田康夫サスペンス・福原警部 フグハラ体型の警部と美人刑事の殺人捜査（2012年4月14日） - 菊地早知 役
  - 西村京太郎トラベルミステリー 山形新幹線・つばさ129号の女!（2012年11月3日） - 矢代圭子 役
  - タクシードライバーの推理日誌 飛騨高山～殺人スクープの女!!（2013年12月7日） - 板倉早苗 役
  - 検事・朝日奈耀子 蕎麦を食べたら3億円!?（2014年5月24日） - 滝口夏美 役
  - 法医学教室の事件ファイル 男女の死体は二人で嘘をつく!?（2014年10月4日） - 工藤杏子 役
- 紅の紋章（2006年10月2日 - 12月27日、東海テレビ制作・フジテレビ系） - 主演・三枝純子（川田純子、辻純子） 役
- 土曜ドラマ 魂萌え!（2006年10月21日 - 11月4日、NHK総合） - 関口美保 役
- 金曜プレステージ（フジテレビ）
  - 津軽海峡ミステリー航路6（2007年2月9日） - 中沢真央 役
  - 所轄刑事5（2010年1月22日） - 真鍋由美子 役
  - 山村美紗サスペンス 女検視官・江夏冬子2・復讐の血脈（2013年5月24日） - 佐々井優子 役
  - 潔癖クンの殺人ファイル（2014年9月26日） - 松崎理沙 役
- ライフ〜壮絶なイジメと闘う少女の物語〜（2007年6月30日 - 9月15日、フジテレビ） - 平岡正子 役
- 長い長い殺人（2007年11月4日、WOWOW） - 木田恵梨子 役
- 徳川風雲録 八代将軍吉宗（2008年1月2日、テレビ東京系列） - 多藻 役
- 月曜ゴールデン（TBS）
  - シリーズ激動の昭和・3月10日東京大空襲・語られなかった33枚の真実（2008年3月10日）
  - 赤かぶ検事奮戦記 悪夢の女相続人（2009年5月11日） - 香代子 役
  - 浅見光彦シリーズ27 斎王の葬列（2009年9月7日） - 小宮山佳鈴 役
  - 探偵 左文字進16 他人になった女（2013年4月15日） - 三河有希子 役
  - 新・世直し公務員ザ・公証人12（2015年3月23日） - 谷村元子 役
- 罠の交差点（2008年3月22日、TBS） - 主演・愛川ひろみ 役
- 7人の女弁護士 第6話（2008年5月15日、テレビ朝日系） - 里中恵美 役
- 時代劇スペシャル 花の誇り（2008年12月20日、NHK総合） - 主演・宗方三弥 役
- 湯けむりバスツアー 桜庭さやかの事件簿1（2009年4月27日、TBS） - 佐野香織 役
- 科捜研の女（テレビ朝日） 
  - 第9シリーズ「CASE IX」（2009年9月3日） - 東弘美 役
  - 第17シリーズFile.11「カップ一杯の殺人」（2018年2月1日） - 三島環 役
- ギネ 産婦人科の女たち「第1話」（2009年10月14日、日本テレビ） - 南友子 役
- ドラマW 一応の推定（2009年12月20日、WOWOW）　- 川崎亜由美 役
- 私が初めて創ったドラマ「ギャップ ザ バック」（2011年3月4日、NHK BSハイビジョン） - 主演・市子 役
- 水曜ミステリー9（テレビ東京）
  - 松本清張特別企画・聞かなかった場所（2011年11月16日） - 久保孝子 役
  - 森村誠一サスペンス 刑事の証明5〜人間の十字架（2013年2月13日） - 木目田由紀子 役
  - 捜査検事・近松茂道13 せとうち望郷殺人事件（2013年5月1日） - 芦田景子 役
  - レアケース 生活保護課の殺人事件簿（2014年3月5日） - 上原桃子 役
  - トカゲの女 警視庁特殊犯罪バイク班（2014年11月26日） - 中里靖子 役
  - 小杉健治サスペンス 決断（2015年3月4日） - 勝呂碧 役
  - 無敵の法律事務所　弁護の鉄人 橘明日香（2015年6月3日） - 貝塚陽子 役
- たぶらかし-代行女優業・マキ- 第4話（2012年4月26日、読売テレビ系） - 石川エリ 役
- 捜査地図の女 第4話（2012年11月15日、テレビ朝日系） - 野坂良枝 役
- 新春大型時代劇 鬼平犯科帳スペシャル 泥鰌の和助始末（2013年1月4日、フジテレビ） - おみね 役
- 心療中-in the Room-（2013年1月12日 - 3月30日、日本テレビ系） - 天間香苗 役
- 土曜ドラマスペシャル メイドインジャパン（2013年1月26日 - 2月9日、NHK総合） - 柿沼博美 役
- 遺留捜査 第3シリーズ 第8話（2013年6月5日、テレビ朝日系） - 長島弥生 役
- 明日の光をつかめ -2013 夏- 第14 - 16、41、42話（2013年7月18日 - 7月22日、8月26、27日、東海テレビ制作・フジテレビ系） - 新庄綾乃 役（友情出演）
- 都市伝説の女 Part2 第2話（2013年10月18日、テレビ朝日系） - 岩崎沙知 役
- 明日、ママがいない（2014年1月15日 - 3月12日 、日本テレビ系） - 涼香 役
- 慰謝料弁護士〜あなたの涙、お金に変えましょう〜 第6話（2014年2月13日、読売テレビ制作・日本テレビ系） - 諏訪菜月 役
- ラスト・ドクター〜監察医アキタの検死報告〜 第4話（2014年8月1日、テレビ東京系） - 吉川みどり 役
- ビンタ!〜弁護士事務員ミノワが愛で解決します〜 第1話（2014年10月2日、読売テレビ制作・日本テレビ系） - 戸上玲奈 役
- 警部補・杉山真太郎〜吉祥寺署事件ファイル（2015年1月12日 - 3月23日、TBS系） - 杉山香織 役[23]
- ワイルド・ヒーローズ（2015年4月19日 - 6月21日、日本テレビ） - 桂木志穂 役
- 花嫁のれん物語 ニュースタイル版（2015年3月8日、フジテレビ） - 多田弥生 役[24]
- 最強のふたり〜京都府警 特別捜査班〜（2015年7月16日 - 9月10日、テレビ朝日） - 吉田美緒 役[25]
- コウノドリ 第9話（2015年12月11日、TBS） - 小泉明子 役
- マネーの天使〜あなたのお金、取り戻します!〜 第4話（2016年1月28日、読売テレビ制作・日本テレビ系） - 足立由佳 役
- 鴨川食堂 第5話（2016年2月7日、NHK BSプレミアム） - 竹田佳奈 役
- ヒガンバナ〜警視庁捜査七課〜 第6話（2016年2月17日、日本テレビ） - 荒木夏子 役
- 水族館ガール 第4話（2016年7月15日、NHK総合） - 東郷弥生 役
- 砂の塔〜知りすぎた隣人 第7話（2016年11月25日、TBS） - 今井仁恵 役
- コールドケース 〜真実の扉〜 第6話（2016年11月26日、WOWOW） - 金井美紀 役
- 緊急取調室 SECOND SEASON 第3話（2017年5月4日、テレビ朝日） - 小泉マユミ 役[26]
- 松本清張没後25年特別企画「誤差」（2017年5月10日、テレビ東京）[27]
- ブランケット・キャッツ（2017年6月23日 - 8月4日、NHK総合） - 椎名陽子 役[28]
- 奥様は、取り扱い注意 第6話（2017年11月8日、日本テレビ） - 吉岡冴月 役[29]
- いつまでも白い羽根（2018年4月7日 - 5月26日、東海テレビ制作・フジテレビ系） - 佐伯典子 役[30]
- 執事 西園寺の名推理 第6話（2018年5月25日、テレビ東京） - 天野京香 役
- 昭和元禄落語心中（2018年10月12日 - 12月14日、NHK総合 ドラマ10） - お栄 役[31]
- BS時代劇 小吉の女房 第3話（2019年1月25日、NHK BSプレミアム） - お雪 役[32]
- 連続ドラマW 坂の途中の家（2019年4月27日 - 、WOWOWプライム）[33]
- ベビーシッター・ギン! 第9話（2019年8月25日、NHK BSプレミアム） - 山谷萌 役
- 遺留捜査 新作スペシャル2（2019年12月1日、テレビ朝日） - 小川舞子 役
- ドラマスペシャル 私刑人〜正義の証明（2020年2月9日、テレビ朝日） - 松永琴乃 役[34]
- 月曜プレミア8（テレビ東京）
  - 内田康夫サスペンス 浅見光彦 源氏物語殺人事件（2022年12月12日） - 春田月江 役[35][36]
- 相棒 season20 第19・20話（2022年3月16日・23日、テレビ朝日） - 王隠堂美馬 役[37]
- 3年C組は不倫してます。（2024年10月2日 - 12月18日、日本テレビ） - 橘京子 役[38]
- 私の知らない私 第3話 - （2025年1月23日 - 、読売テレビ・日本テレビ） - 篠原佐江 役[39]

### 配信ドラマ
- すべて忘れてしまうから（2022年9月14日 - 11月16日、Disney+） - “F”の姉 役[40][41][注釈 1]
- 外道の歌（2024年12月6日 - 、DMM TV） - 開成信子 役[42]

### ラジオドラマ
- FMシアター（NHK-FM）
  - 『お茶からはじまる物語』（2025年5月31日） - 主演・望月双葉 役[43]

### 映画
- Love Letter（1995年3月25日公開、日本ヘラルド映画） - 藤井樹（少女時代） 役
  - 第19回日本アカデミー賞/新人俳優賞
  - 第17回ヨコハマ映画祭/最優秀新人賞
  - 第21回おおさか映画祭/新人賞
- ひめゆりの塔（1995年5月27日公開、東宝） - 大湾シゲ子 役
- 宮澤賢治 その愛（1996年9月14日公開、松竹） - 宮澤トシ 役
- 流れ板七人（1997年1月15日公開、東映） - 稲村花絵 役
- 恋と花火と観覧車（1997年2月15日公開、松竹） - 森原ひとみ 役
- 誘拐（1997年6月7日公開、東宝） - 米崎マヨ 役
  - 第21回日本アカデミー賞/優秀助演女優賞
- 愛する（1997年10月4日公開、日活） - 主演・森田ミツ 役
- 大安に仏滅!?（1998年4月4日公開、東映） - 西岡真由 役
- ジュブナイル（2000年7月15日公開、東宝） - 木下範子 役
- ホーム・スイートホーム（2000年11月18日公開、ホーム・スイートホーム上映1000人委員会） - 山下和代 役
- 富江 re-birth（2001年3月24日公開、東映） - 主演・富江 役
- 明日があるさ THE MOVIE（2002年10月5日公開、東宝） - 上条沙紀 役
- 精霊流し（2003年12月13日公開、日活＝東北新社） - 木下徳恵 役
- 最終兵器彼女（2006年1月28日公開、東映） - ふゆみ 役
- さまよう刃（2009年10月10日公開、東映） - 木島和佳子 役
- 劇場版 仮面ライダーオーズ WONDERFUL 将軍と21のコアメダル（2011年8月6日公開、東映） - ガラ/若葉五月 役
- 八月のラヴソング（2011年12月23日公開、STUDIO SWAN） - 主演・山田明日花 役（auユーザー向け映像配信プロジェクト「LISMOドラマ!」『八月のラヴソング』の劇場公開）
- 三十路女はロマンチックな夢を見るか?（2018年3月31日公開、キャンター） - 栗原葵 役
- 4月の君、スピカ。（2019年4月5日公開、イオンエンターテイメント） - 天文台の管理人 役[44]
- アキラとあきら（2022年8月26日公開、東宝） - 山崎淑子 役[45]
- シンペイ〜歌こそすべて（2025年1月10日公開、シネメディア） - 幸田先生 役[46]
- 富士山と、コーヒーと、しあわせの数式（2025年10月24日公開予定、ギャガ） - 安藤綾 役[47]

### 舞台
- 本郷菊富士ホテル（1998年11月1日 - 12月28日、東宝芸術座） - 作並ひかり 役
- 東京サンダンス（2000年3月11日 - 4月2日、PARCO劇場）
- 彦馬がゆく（2002年1月8日 - 2月3日、PARCO劇場 / 2月9日 - 3月3日、梅田芸術劇場 シアター・ドラマシティ / 3月9日 - 31日、ル テアトル銀座） - 神田小豆 役
- 丹下左膳（2004年12月2日 - 26日、新橋演舞場 / 2005年2月1日 - 25日、大阪松竹座） - 萩乃 役
- 紫式部ものがたり（2006年12月5日 - 28日、日生劇場） - 清少納言 役
- 青山円劇カウンシル#1〜RISE!〜 ウラノス（2008年2月6日 - 17日、青山円形劇場） - アサコ 役
- 反逆児（2009年11月6日 - 25日、松竹座 / 大阪松竹座） - 小笹 役
- ラ・パティスリー（2012年3月3日 - 22日、サンシャイン劇場 / 森ノ宮ピロティホール / 北國新聞赤羽ホール） - 美津子 役
- 燕のいる駅（2012年5月18日 - 6月17日、三鷹市芸術文化センター星のホール / テレピアホール / サンケイホールブリーゼ / 北九州芸術劇場 中劇場） - 駅の売店職員 役
- ホテル マジェスティック〜戦場カメラマン澤田教一 その人生と愛〜（2013年3月7日 - 27日、新国立劇場 中劇場 / 森ノ宮ピロティホール / 名鉄ホール） - 澤田サタ 役
- めんたいぴりり（2015年3月6日 - 29日、博多座） - 海野千代子 役
  - めんたいぴりり〜博多座版〜 未来永劫編（2019年3月30日 - 4月21日、博多座 / 9月22日 - 29日、明治座）[48][49]
- タクフェス 第4弾公演「歌姫」（2016年9月15日 - 19日、梅田芸術劇場 シアター・ドラマシティ / 9月21日 - 25日、ウインクあいち / 9月30日・10月1日、道新ホール / 10月5日 - 16日、サンシャイン劇場 / 10月22日・23日、キャナルシティ劇場 / 10月29日、電力ホール / 11月3日、新潟市民芸術文化会館）[50][51]
- ハリー・ポッターと呪いの子（2025年 - 、TBS赤坂ACTシアター） - ハーマイオニー 役[52]

### ラジオ
- 酒井美紀のNO.1宣言（CBCラジオ）
- 歌謡ベストテン・酒井美紀の元気だそうよ（SBSラジオ）
- TOKYO Fナイト（TOKYO FM）
- YAMAZAKI SMILE DISH（2009年10月 - 、bayFM）

### 劇場アニメ
- ONE PIECE THE MOVIE デッドエンドの冒険（2003年3月1日公開、東映） - アナグマ（アデル・バスクード） 役
- 伝説のワニ ジェイク（2004年2月7日公開、スローラーナー） - リサ・デュケンヌ 役

### バラエティ番組
- 世界ウルルン滞在記（1995年4月9日 - 2007年4月1日、MBS制作・TBS系） - 2代目アシスタント：1997年4月13日 - 1999年3月28日
- 特命リサーチ200X II（2002年2月3日 - 2004年3月7日、日本テレビ） - 藤川優子 役
- エチカの鏡〜ココロにキクTV〜（2008年12月、フジテレビ） - ナビゲーター
- 林先生が驚く初耳学!（ - 2018年9月22日、TBS） - コーナー「スキャンダル日本史」ナビゲーター（不定期出演）

### 情報番組
- JanJanサタデー（1991年 - 1993年、静岡第一テレビ） - マスコットガール
- 生中継 ふるさと一番!（2008年4月 - 2009年10月、NHK総合）※旅人、不定期出演
- 四季折々の贈り物（2019年8月 - 、TBS） - ナレーション

### ドキュメンタリー
- 人間ビジョンスペシャル「青いツバメ〜秋野豊 タジキスタンからのEメール〜」（2006年2月5日、北海道テレビ） - 旅人・ナレーション
- ドキュメント にっぽんの現場「ハサミ一本ではいあがれ 若者たちの理容師修行」（2007年6月21日、NHK総合） - ナレーション
- イノチの空（とびら）〜明日への言葉〜（2013年2月10日、CBC制作・TBS系列） - 案内人（TBSほかでは2013年2月11日放送）
- 歴史街道 軽井沢の旅 「禁断の恋 乙姫の想い」〜酒井美紀が浅田次郎と歩く小説「一路」の世界〜（2013年10月13日、BS日テレ）
- 新美の巨人たち（2019年11月～、テレビ東京） - Art Traveler
- 静岡ショートドキュメンタリー15minutes～episode2 俳優・酒井美紀～（2023年4月2日 、NHK静岡）

### CM
- 修善寺サイクルスポーツセンター
- 山崎製パン「食育」篇（濱田龍臣らと共演）、「まるごとバナナ」、「まるごとトースト」
- 松下電器産業
- ハウス食品
- タイガー魔法瓶「炊きたて」ほか
- 福岡銀行
- JR西日本「Jスルー」
- ライオン
- ポッカコーポレーション
- エスエス製薬
- キリンビール 「キリンチューハイ ビターズ」シリーズ（速水もこみち、水野美紀、坂井真紀、カルーセル麻紀らと共演）[53]

### その他
- 「ビクター・甲子園ポスター」キャンペーンモデル（1993年）
- 薬物乱用防止運動（ダメ。ゼッタイ。）キャンペーンガール
- 福岡銀行（ボーナスを預けると「ささやかな幸せ」がついてくる。）イメージキャラクター
- 総務省総合通信基盤局「電波利用保護旬間」（2006年6月1日 - 6月10日）キャンペーンガール

## ディスコグラフィー

### シングル
|                            | 発売日           | タイトル             | c/w                            | 規格             | 規格品番         | オリコン最高位   |
| ビクター音楽産業           | ビクター音楽産業 | ビクター音楽産業     | ビクター音楽産業               | ビクター音楽産業 | ビクター音楽産業 | ビクター音楽産業 |
| -------------------------- | ---------------- | -------------------- | ------------------------------ | ---------------- | ---------------- | ---------------- |
| 1st                        | 1993年4月21日    | 永遠に好きと言えない | 青春の予感                     | 8cmCD            | VIDL-10334       | 97位             |
| ビクターエンタテインメント |                  |                      |                                |                  |                  |                  |
| 2nd                        | 1993年9月1日     | 想い出だけじゃ悲しい | 文化祭に誰を呼んだの           | 8cmCD            | VIDL-10379       | 85位             |
| 3rd                        | 1994年1月1日     | 蒼い視線             | せつない気持ちを愛と呼ばないで | 8cmCD            | VIDL-10471       | 85位             |
| 4th                        | 1994年5月21日    | ずっとこうしていたい | 哀しみはひとつ年上             | 8cmCD            | VIDL-10520       | 圏外             |
| 5th                        | 1994年9月21日    | あなたの声が聞こえる | ♡の森へつれてって              | 8cmCD            | VIDL-10553       | 69位             |
| 6th                        | 1994年12月16日   | 問題ないよ           | 逢いたいね                     | 8cmCD            | VIDL-10589       | 92位             |
| 7th                        | 1995年4月21日    | 元気出そうよ         | 退屈な日曜日                   | 8cmCD            | VIDL-10637       | 99位             |
| 8th                        | 1995年10月21日   | まっすぐ すぐ        | 明日のキミに恋してる           | 8cmCD            | VIDL-10721       | 圏外             |
| 9th                        | 1996年2月21日    | Jewel                | パーフェクト                   | 8cmCD            | VIDL-10745       | 100位            |
| 10th                       | 1996年7月24日    | そばに君がいる       | 好きだと言える                 | 8cmCD            | VIDL-10799       | 88位             |
| 11th                       | 1996年10月23日   | 涙よりもっと孤独     | 空の色になる                   | 8cmCD            | VIDL-10815       | 70位             |
| 12th                       | 1997年5月21日    | 忘れそうな痛み       | 会いたいのは彼じゃない         | 8cmCD            | VIDL-30023       | 圏外             |
| 13th                       | 1998年9月2日     | indigo               | 遠い空の下で                   | 8cmCD            | VIDL-30243       | 圏外             |

### アルバム

#### オリジナルアルバム
|                            | 発売日                     | タイトル                   | 規格                       | 規格品番                   | オリコン最高位             |
| ビクターエンタテインメント | ビクターエンタテインメント | ビクターエンタテインメント | ビクターエンタテインメント | ビクターエンタテインメント | ビクターエンタテインメント |
| -------------------------- | -------------------------- | -------------------------- | -------------------------- | -------------------------- | -------------------------- |
| 1st                        | 1994年2月23日              | 雪解け                     | CD                         | VIZL-16                    | 圏外                       |
| 2nd                        | 1995年2月22日              | 私の好きなもの             | CD                         | VICL-622                   | 95位                       |

#### ベストアルバム
|                            | 発売日                     | タイトル                              | 規格                       | 規格品番                   | オリコン最高位             |
| ビクターエンタテインメント | ビクターエンタテインメント | ビクターエンタテインメント            | ビクターエンタテインメント | ビクターエンタテインメント | ビクターエンタテインメント |
| -------------------------- | -------------------------- | ------------------------------------- | -------------------------- | -------------------------- | -------------------------- |
| 1st                        | 1998年10月21日             | Like a best friend 〜Selection 1998〜 | CD                         | VICL-60304                 | 90位                       |
| 2nd                        | 2004年2月21日              | 酒井美紀コレクション                  | CD                         | VICL-61329                 | 圏外                       |

### 映像作品

#### イメージビデオ
|                            | 発売日                     | タイトル                     | 規格                       | 規格品番                   |
| ビクターエンタテインメント | ビクターエンタテインメント | ビクターエンタテインメント   | ビクターエンタテインメント | ビクターエンタテインメント |
| -------------------------- | -------------------------- | ---------------------------- | -------------------------- | -------------------------- |
| 1st                        | 1993年11月21日             | 酒井美紀 15才                | VHS                        | VIVL-110                   |
| 1st                        | 1993年11月21日             | 酒井美紀 15才                | LD                         | VILL-82                    |
| 2nd                        | 1994年11月23日             | 酒井美紀 16才                | VHS                        | VIVL-135                   |
| 2nd                        | 1994年11月23日             | 酒井美紀 16才                | LD                         | VILL-96                    |
| 3rd                        | 1996年3月6日               | 酒井美紀 17才 〜Graduation〜 | VHS                        | VIVL-171                   |
| 3rd                        | 1996年3月6日               | 酒井美紀 17才 〜Graduation〜 | LD                         | VILL-110                   |

#### ライヴビデオ
|                            | 発売日                     | タイトル                                              | 規格                       | 規格品番                   |
| ビクターエンタテインメント | ビクターエンタテインメント | ビクターエンタテインメント                            | ビクターエンタテインメント | ビクターエンタテインメント |
| -------------------------- | -------------------------- | ----------------------------------------------------- | -------------------------- | -------------------------- |
| 1st                        | 1996年11月21日             | Close to You 〜LIVE AT SHIBUYA ON AIR EAST '96.8.28〜 | VHS                        | VIVL-188                   |
| 1st                        | 1996年11月21日             | Close to You 〜LIVE AT SHIBUYA ON AIR EAST '96.8.28〜 | LD                         | VILL-116                   |

### タイアップ一覧
| 曲名              | タイアップ                                         | 収録作品                         |
| ----------------- | -------------------------------------------------- | -------------------------------- |
| 恋する気持ち      | パナソニック『ヘッドホンステレオS95』CM曲          | アルバム『雪解け』               |
| ♡の森へつれてって | NHK BS-2アニメ『白雪姫の伝説』オープニングテーマ   | シングル「あなたの声が聞こえる」 |
| 問題ないよ        | ヤマザキパン“中華まん”CM曲                         | シングル「問題ないよ」           |
| まっすぐ すぐ     | ヤマザキパン“中華まん”CM曲                         | シングル「まっすぐ すぐ」        |
| そばに君がいる    | MBS・TBS系『世界ウルルン滞在記』エンディングテーマ | シングル「そばに君がいる」       |
| indigo            | MBS・TBS系『世界ウルルン滞在記』エンディングテーマ | シングル「indigo」               |

## 主な受賞歴
1996年
- 第8回ザテレビジョンドラマアカデミー賞 新人俳優賞（『白線流し』）
- 第19回日本アカデミー賞 新人俳優賞『Love Letter』）[58]

1997年
- 第10回日刊スポーツ映画大賞・石原裕次郎賞 新人賞（『愛する』）
- 第21回山路ふみ子映画賞 新人女優賞[59]

1998年
- 第21回日本アカデミー賞 優秀助演女優賞（『誘拐』）

1999年
エランドール賞 新人賞

## 書籍
- 酒井美紀の場合：しあわせミキペディア（2011年7月、東京書籍）ISBN 978-4-487-80506-8

### 写真集
- 酒井美紀写真集 HISTORY（1998年11月、ワニブックス）ISBN 978-4847025068
- 酒井美紀写真集 EL TIEMPO（2002年10月、音楽専科社）ISBN 978-4872791112